# Вериньон
Вериньо́н (фр. Vérignon, окс. Verinhon) — коммуна на юго-востоке Франции в регионе Прованс — Альпы — Лазурный берег, департамент Вар, округ Бриньоль, кантон Флейоск.
Площадь коммуны — 36,9 км², население — 18 человек (2006) с тенденцией к снижению: 10 человек (2012), плотность населения — 0,27 чел/км².

## Население
Население коммуны в 2011 году составляло — 11 человек, а в 2012 году — 10 человек.
| 1962 | 1968 | 1975 | 1982 | 1990 | 1999 | 2005 | 2006 | 2010 | 2011 | 2012 |
| ---- | ---- | ---- | ---- | ---- | ---- | ---- | ---- | ---- | ---- | ---- |
| 50   | 48   | 17   | 14   | 26   | 16   | 17   | 18   | 11   | 11   | 10   |

Динамика населения:

## Экономика
В 2010 году из 6 человек трудоспособного возраста (от 15 до 64 лет) 3 были экономически активными, 3 — неактивными (показатель активности 50,0 %, в 1999 году — 57,1 %). Из 3 активных трудоспособных жителей работали 2 человека (оба — мужчины), 1 женщина числилась безработной. Среди 3 трудоспособных неактивных граждан все были пенсионерами.

## Достопримечательности (фотогалерея)

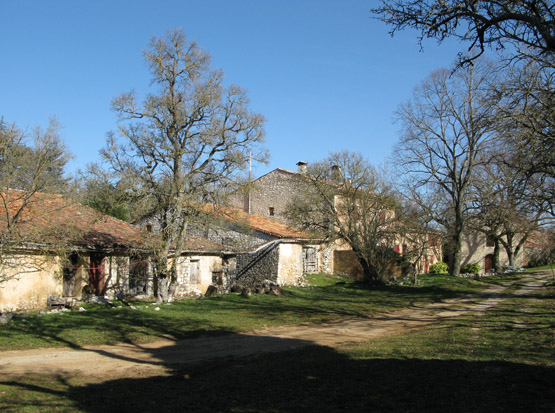
Южная сторона коммуны
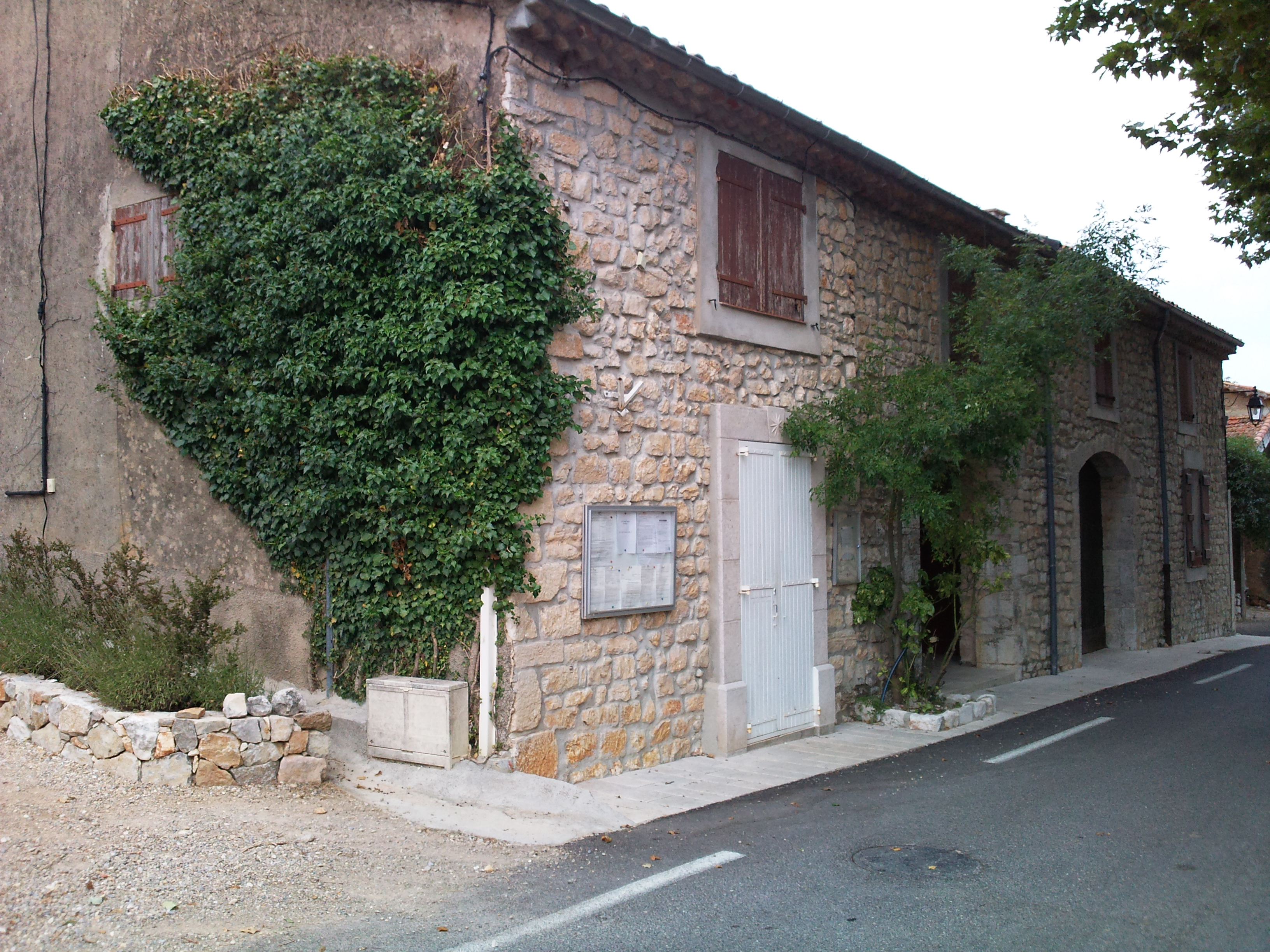
Вериньон, здание мэрии с северной стороны
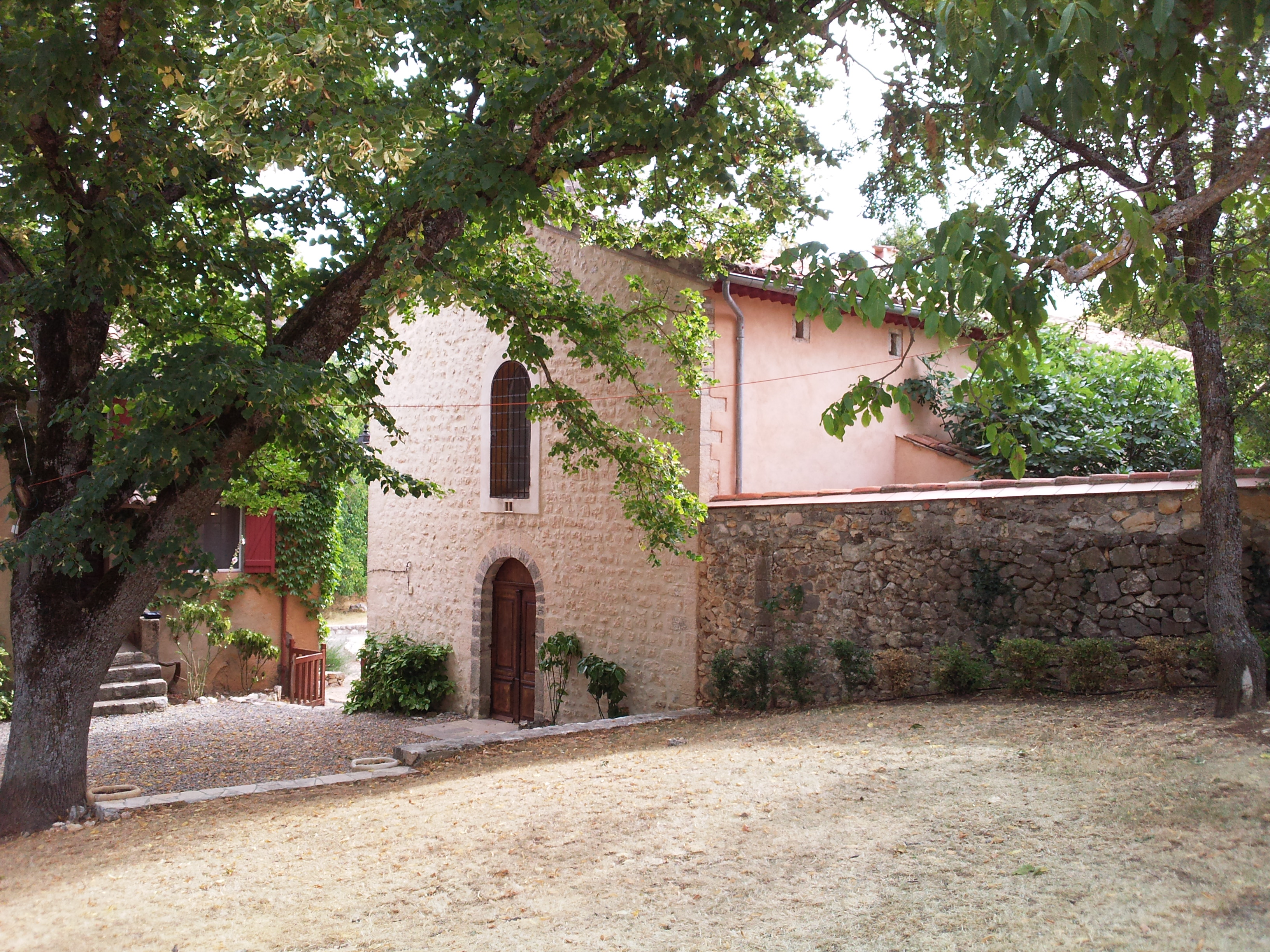
Приходская церковь (декабрь, 2009)
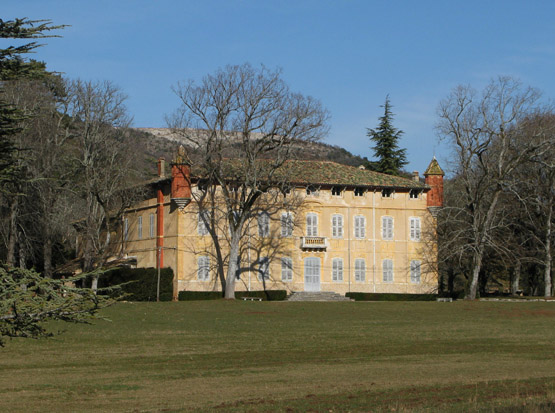
Шато XVIII века (март, 2012)
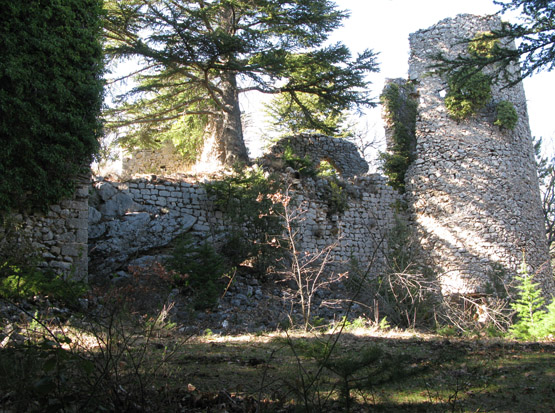
Руины шато XIII века (март, 2012)